# 山口県道38号美祢油谷線
山口県道38号美祢油谷線（やまぐちけんどう38ごう みねゆやせん）は、山口県美祢市から長門市に至る県道（主要地方道）である。

## 概要
山口県美祢市大嶺町奥分と長門市油谷河原を結ぶ。国道491号に合流した先は、終点まで国道491号に重複する。
元々は山口県道234号美祢油谷線だったが、1993年に全区間が主要地方道に指定されて、現路線になった。

### 路線データ
- 起点：美祢市大嶺町奥分（日永交差点、国道435号交点）
- 終点：長門市油谷河原（新大坊交差点、国道191号交点）

## 歴史
- 1993年（平成5年）5月11日 - 建設省から、県道美祢油谷線が美祢油谷線として主要地方道に指定される[1]。
- 2021年（令和3年）4月16日 - 砂利ヶ峠バイパス (2.0 km) が開通[2]。

## 路線状況

### 重複区間
- 山口県道267号中ノ川於福停車場線（美祢市於福町上）
- 山口県道34号下関長門線（下関市豊田町今出 - 長門市俵山・大羽山交差点）
- 国道491号（長門市油谷河原 - 終点）

## 地理

### 通過する自治体
- 美祢市
- 下関市
- 長門市

### 交差する道路
- 国道435号（美祢市大嶺町奥分・日永交差点、起点）
- 山口県道240号湯ノ口美祢線（美祢市大嶺町奥分）
- 山口県道341号大嶺於福線（美祢市大嶺町奥分）
- 山口県道267号中ノ川於福停車場線（美祢市於福町上）
- 山口県道267号中ノ川於福停車場線（美祢市於福町上）
- 山口県道268号豊田三隅線（下関市豊田町今出）
- 山口県道34号下関長門線（下関市豊田町今出）
- 山口県道319号大河内地吉線（下関市豊田町地吉）
- 山口県道34号下関長門線（長門市俵山・大羽山交差点）
- 山口県道281号俵山長門古市停車場線（長門市俵山）
- 国道491号（長門市油谷河原）
- 国道191号（長門市油谷河原・新大坊交差点、終点）

### 沿線にある施設など
- JR美祢線 大嶺支線跡地
- 山口ゴルフ＆カントリー倶楽部・長門豊田湖ゴルフ場
- 大坊川ダム

沿線の名所・旧跡・観光地
- 石柱渓
- 木屋川ダム（豊田湖）
- 木屋川ゲンジボタル発生地
- 安徳天皇西市御陵墓
- 俵山温泉
- 麻羅観音